# Kammeckers malmgård

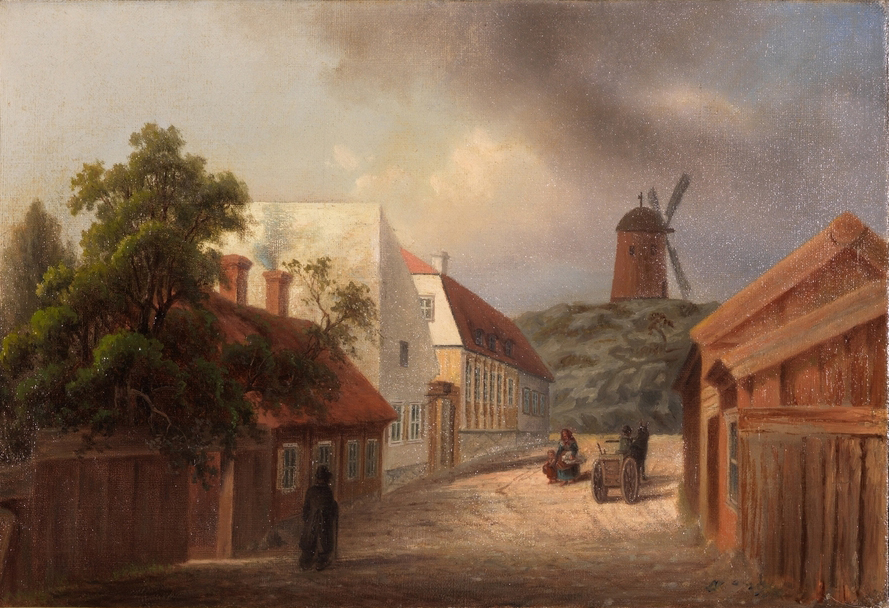
Kammeckerska kvarnen och malmgården (till vänster), 1850-tal.

Kammeckers malmgård var en malmgård vid dagens Nybrogatan 75-77 på Östermalm. Malmgården med sin påkostade trädgård var vida känd och bebyggelsen revs först 1907.

## Historik

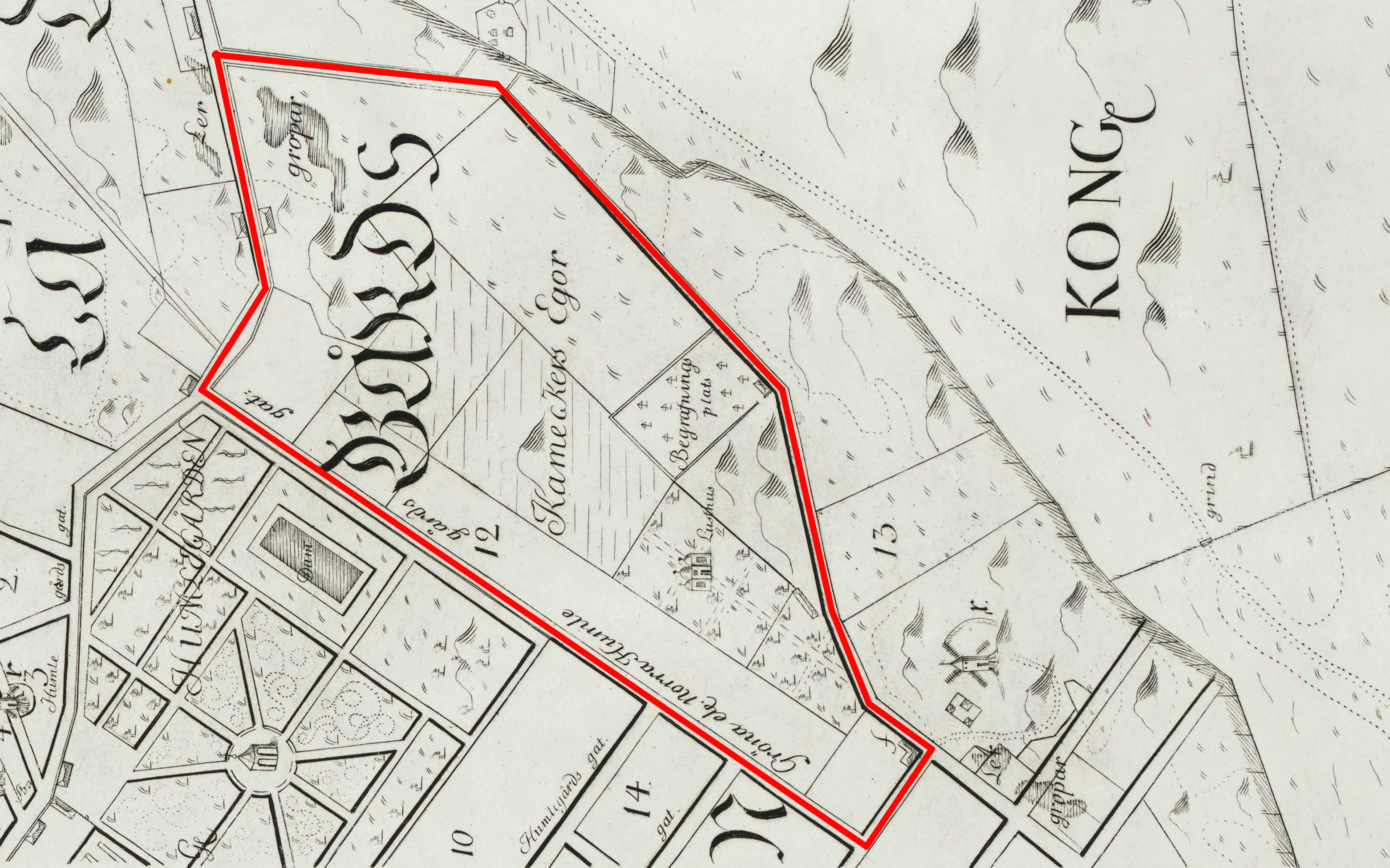
Tillaeus karta från 1733. Väderkvarnen ”r” och Kameckers malmgård ”f”. Kammeckers ägor inom röd ram.

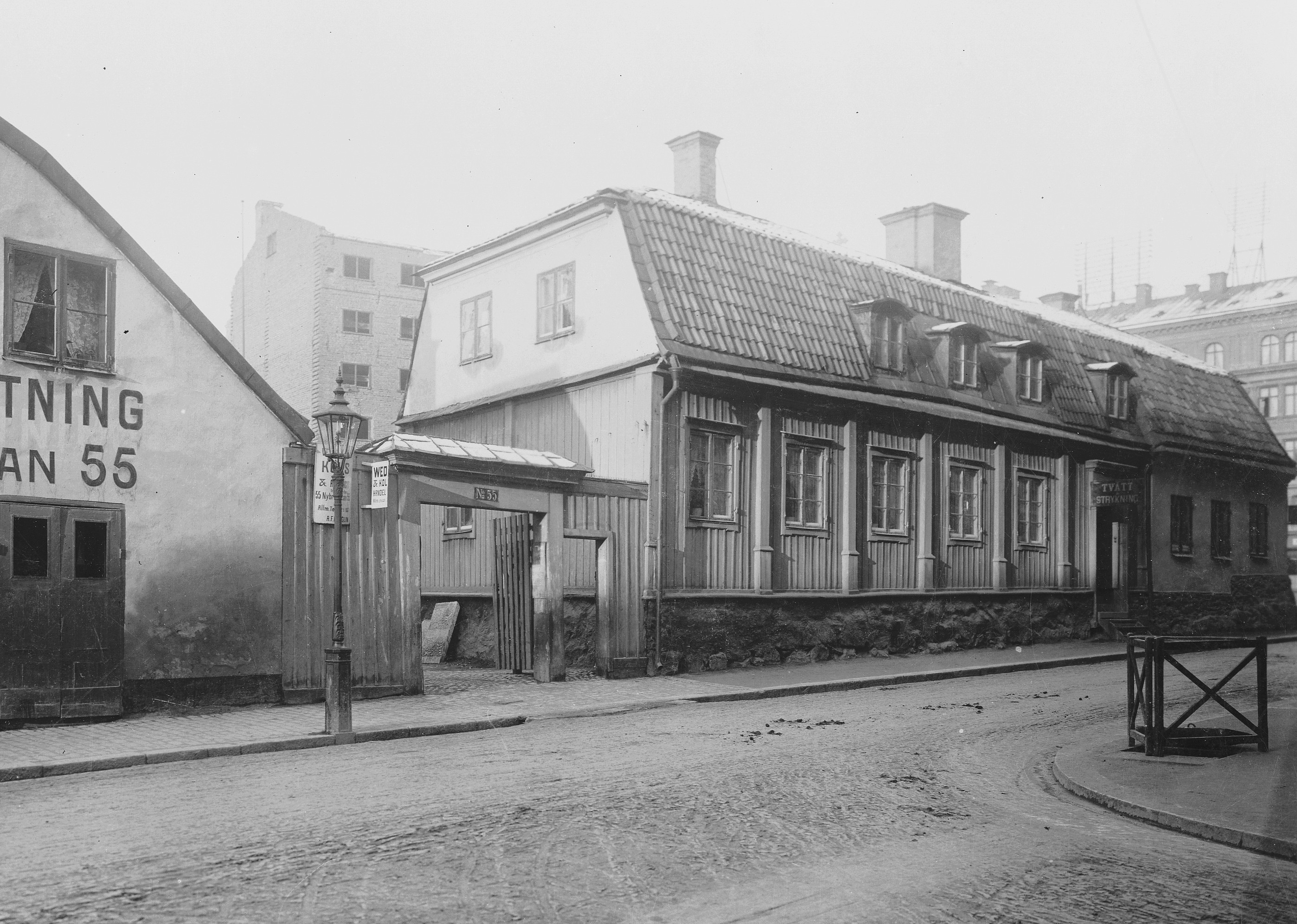
Kammeckers malmgård 1903.

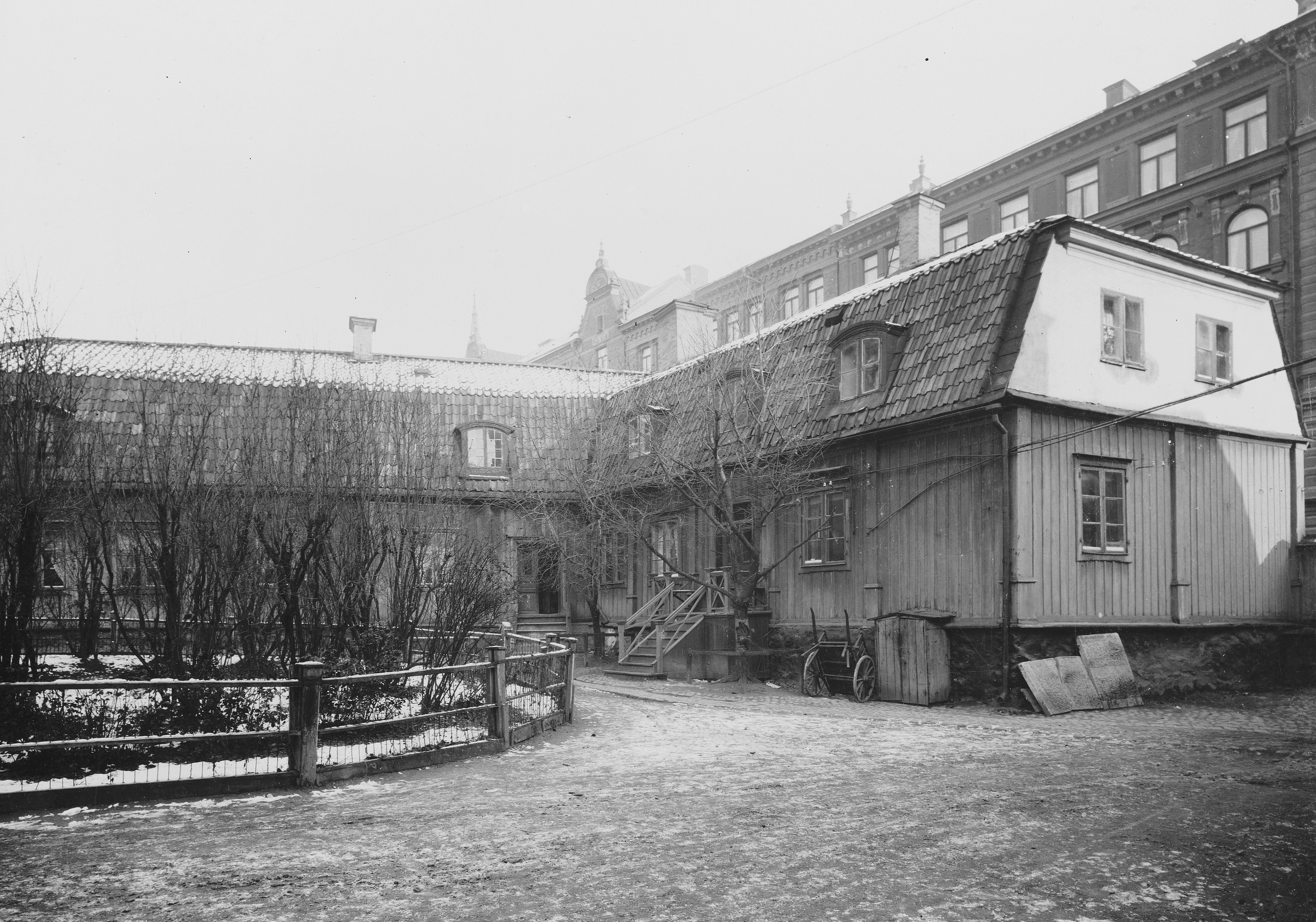
Kammeckers malmgård 1903.

Malmgårdens byggherre var bagarmästaren Joachim Kammecker, son till hovbagaren Martin Kammecker. År 1710 lät han åt sig och sin familj uppföra en vacker och berömd malmgård vid Seved Bååtsgatan 33, ungefär nuvarande Nybrogatan 77, hörnet med Östermalmsgatan. Till egendomen hörde en magnifik barockträdgård som utbredde sig väster om malmgården. Här fanns alléer och ett tonprydd lusthus.
Rakt fram, mot nordost började Tyskbagarbergen och här hade far och son Kammecker sin väderkvarn, kallad Kammeckers kvarn. Idag fortsätter Nybrogatan längre norrut till Valhallavägen och av Tyskbagarbergen finns ingenting kvar längre. Området är markerat på Petrus Tillaeus karta från 1733 (”Kameckers Egor”, väderkvarnen ”r” och Kameckers malmgård ”f”). 
Malmgården var formgiven i karolinsk stil och bestod av två trähus, det norra utfört som vinkelbyggnad. Fasaderna var troligen rödfärgade. Mellan husen fanns en körport till gårdsplanet. På en målning av okänd konstnär från 1850-talet framgår den Kammeckerska malmgårdens byggnader till vänster, närmast till vänster syns mjölnarens hus och kvarnen står i gatans förlängning uppe på berget i fonden.
I en mantalslängd från 1730 finns följande beskrivning av Malmgården: ”Joachim Kammeckers gårdh med Trägårdh sampt Wäderqwarn Possideras samt Disponeras af H:r Kammecker själf hemma wid Nybrogatan (9) å Ladugårdslandet. Består af följande Lägenheeter: En Byggningh Söder om Porten med Wind öfwer och 3:ne Rum i samma Linje in uti Gården. På  berget där Qwarnen står är Een Stuga och några stycken gamble Huus”. I beskrivningen uppges att Joachim Kammecker bodde på Nybrogatan 9, alltså stenhuset som hans far Martin lät bygga 1653. Troligen bodde familjen Kammecker på sin malmgård bara under sommartid. Det var vanligt bland dåtidens ägare till större bostäder i Stockholm inre delar. Malmgårdarna var i regel sommarnöjen och dåligt isolerade mot vinterkylan.

## Egendomen efter Joachim Kammeckers tid
Kammeckers malmgård kom att ägas genom arv av amiralitetskaptenen Hans Anckarcrantz (1690-1768) som var gift med Kammeckers dotter Elisabeth. Efter hennes död såldes egendomen till bankokommissarien Arvid Fredrik Egerström (1718-1784). Han hade redan tidigare stora tobaksodlingar i närheten. 1763 kom Egerström att låta anlägga här ett sockerbruk som sedermera blev känt som det Brandelska sockerbruket. 1 augusti 1783, ett år före sin död, sålde Egerström sockerbruksbyggnaden till Kongl. Maj:t Bränneridirektionen varvid sockerfabrikationen lades ned.
Efter Egerströms bortgång 1784 ärvdes egendomen av hans åtta efterlevande barn. 1786 gifte sig  protokollsekreteraren i Kongl. Kansliet Fredrik Brandel (1734-1828) med Egerströms dotter Sophia Magdalena (1770-1835). 1786 löste de ut de övriga sju arvingarnas andelar i malmgården och kvarnen med mjölnarstugan för sammanlagt 8 045 Riksdaler 16 Skilling och 10 Rundstycken. Mellan 1786 och 1818 bedrev de på malmgården tobaksodling i stor skala.
Fredrik och Sophia Magdalena flyttade 1818 till en ny bostad på Nybrogatan och lät sina fem barn disponera malmgården som då kallades den Brandelska egendomen. Efter Sophia Magdalenas död 1835 bodde barnen kvar i malmgården vid Tyskbagarberget. Ingen av dem gifte sig och när de dog en efter annan, så ärvde kvarvarande syskon deras andelar. Dottern Anna Sophia (1793-1870) var den som längst överlevde sina syskon. Efter hennes död köpte hovjägare Gustaf Tranberg och tobaksplantören Lars Petter Svensson 1871 egendomen, men redan 1874 sålde den vidare till Aktiebolaget Stockholms Byggnadsförening.
Sockerbrukets byggnader nyttjades även som spannmålsmagasin, kolerasjukhus och förråd. Sockerbrukets byggnad revs 1904 och Malmgården försvann 1907. På platsen uppfördes Hemgården, Sveriges första kollektivhus, ritat av arkitektkontoret Hagström & Ekman.